# جاکوبز (قهوه)
جاکوبز (انگلیسی: Jacobs) (تلفظ آلمانی: [ˈjaːkɔps]) یک نام تجاری قهوه است که در سال ۱۸۹۵ توسط یوهان جاکوبز (انگلیسی: Johann Jacobs) ایجاد شده است.

## بازارهای عمده
بازارهای عمده عبارتند از: اتریش، کشورهای حوزه دریای بالتیک، مقدونیه شمالی، فنلاند، بلغارستان، کرواسی، بوسنی و هرزگوین، صربستان، جمهوری چک، آلمان، ترکیه، یونان، اسرائیل، مجارستان، لهستان، هلند، رومانی، روسیه، اسلواکی، آذربایجان، سوئیس، ایران، تاجیکستان، گرجستان، ارمنستان، اوکراین، نامیبیا، آفریقای جنوبی، تونس، مراکش، مکزیک، باهاما، ایرلند، بوتسوانا و زیمبابوه.